# Battaglia di Chocim (1673)
La battaglia di Chocim venne combattuta l'11 novembre 1673 nei pressi di Chotyn, oggi in Ucraina: l'esercito ottomano di Mehmed IV, al comando di Hussein Pascià, forte di circa 35 000 soldati, viene attaccato dall'esercito polacco agli ordini di Jan Sobieski, futuro Giovanni III di Polonia, composto da circa 30 000 uomini, nelle cui file militavano polacchi, lituani, moldavi, valacchi, cosacchi, tartari e tedeschi. Lo schieramento ottomano è difeso da ottime posizioni difensive, al riparo di palizzate in legno, che però vengono infrante da un bombardamento delle artiglierie polacche al comando del generale Koniski.

## Battaglia
La notte precedente diversi reparti valacchi e moldavi disertano dalle file turche per passare in quelle polacche e la mattina dell'11 novembre, la battaglia ha inizio con un assalto violento delle truppe guidate da Jan Sobieski, dopo un tiro preparatorio delle artiglierie schierate lungo tutto il fronte.
La carica frontale delle fanterie polacche e l'aggiramento della cavalleria mette in seria difficoltà le truppe ottomane, che dopo una accanita resistenza retrocedono incalzate dal nemico, il quale inizia subito una sanguinosa carneficina. Il giorno dopo anche il castello di Chocim viene espugnato dalle truppe polacche dopo una breve resistenza.

## Forze in campo
Le perdite polacche risultano lievi rispetto a quelle dell'esercito ottomano, che tra morti, feriti e prigionieri viene annullato nella sua quasi totalità. Le guarnigioni ottomane sono così costrette a ritirarsi oltre il Danubio.